# Reginald VelJohnson
Reginald VelJohnson, nato Reginald Johnson (New York, 16 agosto 1952), è un attore statunitense.

## Biografia
Nato nel quartiere newyorkese del Queens, è figlio di Eve, un'infermiera, e Dan Johnson, un assistente ospedaliero. Suo padre abbandonò la famiglia quando VelJohnson aveva 13 anni, e sua madre di conseguenza si risposò con John Reilly.. Alle scuole superiori è stato compagno di classe di George Tenet e Ron Jeremy.. In seguito frequentò la New York University.
VelJohnson è stato spesso scambiato per l'attore James Avery e viceversa, al punto che l'equivoco fu evidenziato sia in Otto sotto un tetto (in cui era protagonista VelJohnson), sia in Willy, il principe di Bel-Air (dove recitava Avery).

### Carriera
VelJohnson è diventato famoso per aver interpretato il ruolo del poliziotto nei film ed in televisione, in particolare i ruoli di Carl Winslow nella sitcom Otto sotto un tetto e del sergente del Los Angeles Police Department Al Powell nei film Trappola di cristallo (1988) e 58 minuti per morire - Die Harder (1990). Tuttavia ha impersonato altri ruoli di uomo in divisa: in Ghostbusters (1984) è stato una guardia carceraria, in Il mio nome è Remo Williams (1985) l'autista di una autoambulanza, mentre in Mr. Crocodile Dundee (1986) era un autista di limousine. VelJohnson ha recitato come poliziotto anche in Turner e il casinaro (1989), assieme a Tom Hanks, e ne Il sogno di Calvin (2002).
Dopo la chiusura di Otto sotto un tetto nel 1998, VelJohnson ha lavorato principalmente come attore teatrale, scrivendo una serie di racconti brevi intitolata Division Street. Da uno di essi, Sunday Evening Haircut, nel 2005 è 
stato tratto un cortometraggio, interpretato da VelJohnson stesso e da Kiki Shepard. L'attore ha partecipato anche come guest star a diverse serie televisive, tra cui Un detective in corsia, Will & Grace, Detective Monk, CSI - Scena del crimine, Crossing Jordan, Raven, Bones e "Brooklyn Nine-Nine " dove interpreta se stesso; è tornato a vestire i panni del poliziotto in un episodio della serie Chuck: curiosamente il suo personaggio si trova coinvolto in una crisi con ostaggi e si chiama Al Powell, omonimo (o forse omaggio) del poliziotto da lui stesso interpretato nei due capitoli della saga Die Hard
Nel fumetto statunitense Invincible, l'omonimo protagonista frequenta la Reginald VelJohnson High School, il cui preside, Bob Hill, ha la stessa fisionomia dell'attore.

## Filmografia

### Cinema
- Wolfen, la belva immortale (Wolfen), regia di Michael Wadleigh (1981)
- Ghostbusters - Acchiappafantasmi (Ghostbusters), regia di Ivan Reitman (1984)
- Il mio nome è Remo Williams (Remo Williams: The Adventure Begins), regia di Guy Hamilton (1985)
- Mr. Crocodile Dundee (Crocodile Dundee), regia di Peter Faiman (1986)
- Trappola di cristallo (Die Hard), regia di John McTiernan (1988)
- Plain Clothes - Un poliziotto in incognito (Plain Clothes), regia di Martha Coolidge (1988)
- Turner e il casinaro (Turner & Hooch), regia di Roger Spottiswoode (1989)
- 58 minuti per morire - Die Harder (Die Hard 2), regia di Renny Harlin (1990)
- Posse - La leggenda di Jessie Lee (Posse), regia di Mario Van Peebles (1993)
- Il sogno di Calvin (Like Mike), regia di John Schultz (2002)
- Ancora tu! (You Again), regia di Andy Fickman (2010)
- 12 cani sotto l'albero (12 Dog Days Till Christmas), regia di Charlie Vaughn (2014)
- Avengers: Endgame, regia di Anthony e Joe Russo (2019) - cameo; versione estesa
- The Very Excellent Mr. Dundee, regia di Dean Murphy (2020)

### Televisione
- Un giustiziere a New York (The Equalizer) - serie TV, 3 episodi (1985-1988)
- 227 - serie TV, 1 episodio (1988)
- Balki e Larry - Due perfetti americani (Perfect Strangers) - serie TV, 1 episodio (1989)
- Otto sotto un tetto (Family Matters) - serie TV, 215 episodi (1989-1998)
- I racconti della cripta (Tales from the Crypt) - serie TV, 1 episodio (1992)
- Dream On - serie TV, 1 episodio (1993)
- Un detective in corsia (Diagnosis: Murder) - serie TV, 1 episodio (1998)
- Casa Hughley (The Hughleys) - serie TV, 1 episodio (1999)
- Il fuggitivo (The Fugitive) - serie TV, 1 episodio (2001)
- CSI: Scena del crimine (CSI: Crime Scene Investigation) - serie TV, 2 episodi (2002)
- Crossing Jordan - serie TV, 1 episodio (2002)
- Will & Grace - serie TV, 1 episodio (2002)
- Strepitose Parkers (The Parkers) - serie TV, 1 episodio (2003)
- Raven (That's So Raven) - serie TV, 1 episodio (2005)
- Ghost Whisperer - Presenze (Ghost Whisperer) - serie TV, 1 episodio (2005)
- Eve - serie TV, 1 episodio (2006)
- Detective Monk (Monk) - serie TV, episodio 5x06 (2006)
- Bones - serie TV, 1 episodio (2007)
- Chuck - serie TV, 1 episodio (2008)
- Tre bambini sotto l'albero (The Three Gifts), regia di David S. Cass Sr. – film TV (2009)
- Beautiful (The Bold and the Beautiful) - serie TV, 2 episodi (2010)
- Mike & Molly - serie TV, 6 episodi (2011-2013)
- Hart of Dixie - serie TV, 53 episodi (2011-2015)
- Cantando sotto il vischio (The Mistle-Tones), regia di Paul Hoen - film TV (2012)
- Vicini del terzo tipo (The Neighbors) - serie TV, 3 episodi (2013)
- Non sono stato io (I Didn't Do It) - serie TV, 1 episodio (2014)
- Un volo a Natale (The Flight Before Christmas), regia di Peter Sullivan - film TV (2015)
- C'è sempre il sole a Philadelphia (It's Always Sunny in Philadelphia) - serie TV, 1 episodio (2016)
- Brooklyn Nine-Nine - serie TV, 1 episodio (2018)
- Mom - serie TV, 1 episodio (2019)
- Station 19 - serie TV, 1 episodio (2020)
- Turner e il casinaro - La serie (Turner & Hooch) - serie TV, 6 episodi (2021)
- Il mio fantasma di Natale (Ghosts of Christmas Always), regia di Rich Newey - film TV (2022)

## Doppiatori italiani
Nelle versioni in italiano delle opere in cui ha recitato, Reginald VelJohnson è stato doppiato da:
- Franco Zucca in Otto sotto un tetto, Raven, I'm in the Band, Cantando sotto il vischio, Chuck, Ancora tu!
- Angelo Nicotra in Die Hard - Trappola di cristallo, I Griffin, Station 19
- Paolo Marchese in Mike & Molly, Hart of Dixie (st. 2-4)
- Massimo Cinque in Mr. Crocodile Dundee
- Carlo Baccarini in 58 minuti per morire - Die Harder
- Sergio Fiorentini in Turner e il casinaro
- Saverio Moriones in Scosse mortali
- Dario De Grassi in Un detective in corsia
- Sandro Sardone in Ghost Whisperer - Presenze
- Carlo Marini in CSI - Scena del crimine
- Bruno Alessandro in Crossing Jordan
- Michele Kalamera ne Il sogno di Calvin
- Giorgio Favretto in Bones
- Claudio Fattoretto in Hart of Dixie (st. 1)
- Mario Zucca in Tre bambini sotto l'albero
- Cesare Rasini in Non sono stato io
- Stefano De Sando in C'è sempre il sole a Philadelphia
- Leonardo Graziano in Mom
- Roberto Draghetti in Ray Donovan
- Pierluigi Astore in Turner e il casinaro - La serie
- Roberto Fidecaro in Il mio fantasma di Natale

Da doppiatore è sostituito da:
- Franco Zucca in Tron - La serie